# Stazione di Kasai
La Stazione di Kasai (葛西駅?, Kasai-eki) è una stazione della Metropolitana di Tokyo e si trova nel quartiere di Edogawa. Essa serve la linea Tōzai della Tokyo Metro.

## Curiosità
La stazione è dotata del più grande parcheggio automatico per biciclette, dove possono essere automaticamente parcheggiate nel sottosuolo, a 15 metri di profonditò, circa 9400 unità. Ognuno degli ascensori automatici del parcheggio può ospitare 180-190 biciclette, e sono necessari solo 23 secondi per recuperarle.